# Дом Советов (Симферополь)
Дом Советов (укр. Будинок рад) — административное здание, в котором располагается крымское правительство, и памятник архитектуры, находящийся на площади Ленина в Симферополе. Расположен по адресу проспект Кирова, 13. Общий объём здания — 62 тысяч м³. Полезная площадь — 11 тысяч кв. м.
С 2014 года в здании фактически располагается Совет министров Республики Крым. До этого с 1991 по 2014 год в здании находился Совет министров Автономной Республики Крым.

## История
На месте будущего Дома Советов с начала XIX века располагался базар. В связи с чем данное место получило название «Базарная площадь». Базар находился на окраине Симферополя, но к середине XX века площадь уже фактически являлась центром города. В 1957 году базар перенесли на пустырь в конце улицы Кирова (позже проспекта), где со временем был построен Центральный рынок Симферополя.
Строительство Дома Советов было начато в 1956 году и завершилось спустя четыре года, когда 2 сентября 1960 года его ввели в эксплуатацию. Архитектором индивидуального проекта являлся В. А. Ярошевский, конструктором Е. М. Скрисанова. Работы проводила строительная организация СУ-7 «Облстройтреста». Стоимость строительства составила 17 тысяч рублей.

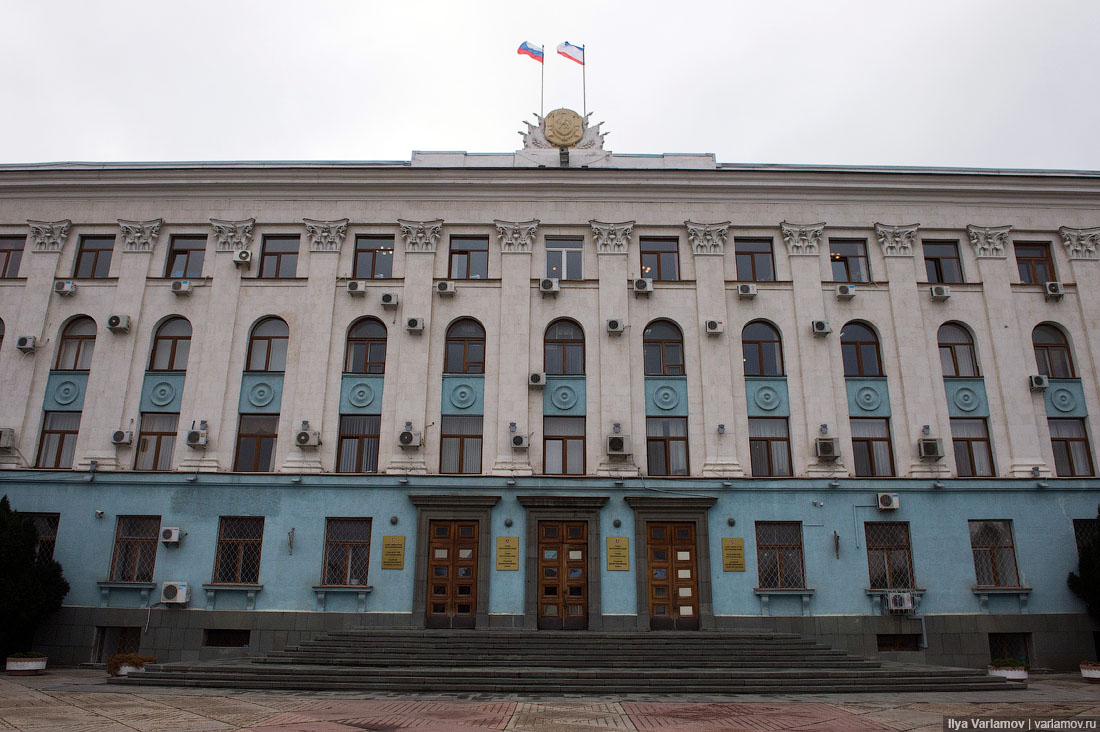
Центральный вход, 2015 год

Здание состоит из четырёх прямоугольных блоков, которые образуют замкнутый контур с прямоугольным внутренним двором. Дом Советом стилизовали под античный храм с использованием пилястр, колонн с идентичными пропорциями и массивного антаблемента. Главный фасад здания обращён к площади Ленина, задний к улице Чехова, а боковые к проспекту Кирова и улице Севастопольской. Часть здания, обращённая к улице Чехова — трёхэтажная, тогда как остальные части здания — четырёхэтажные. Под частью постройки расположены подвальные помещения. Всего оборудовано четыре входа: три со стороны улицы Чехова и центральный вход со стороны площади Ленина. Изначально нижняя часть здания была зелёной. Голубым фасад стал во время одного из ремонтов до 2014 года. Реставрация здания в 2021 году предусматривает окраску стен первого этажа зелёным цветом оттенка «малахит», три верхних этажа облицованы блоком инкерманского камня без покраски.
В советское время в здании базировался Крымский областной исполнительный комитет КПУ.
После провозглашения независимости Украины здание являлось резиденцией Совета министров Автономной Республики Крым. Над главным фасадом, после утверждения герба Крыма в 1992 году, была установлена соответствующая символика.
В 2010 году в рабочих кабинетах сотрудников Совета министров Крыма был проведён ремонт стоимостью пять миллионов гривен.
В августе 2011 года в центральный вход здания был брошен коктейль Молотова.
В ходе аннексии Крыма Российской Федерацией в ночь с 26 на 27 февраля Совет министров АР Крым был занят российским спецназом. Тогда же над зданием был вывешен российский флаг. С 17 марта 2014 года в здании фактически размещается Совет министров Республики Крым.

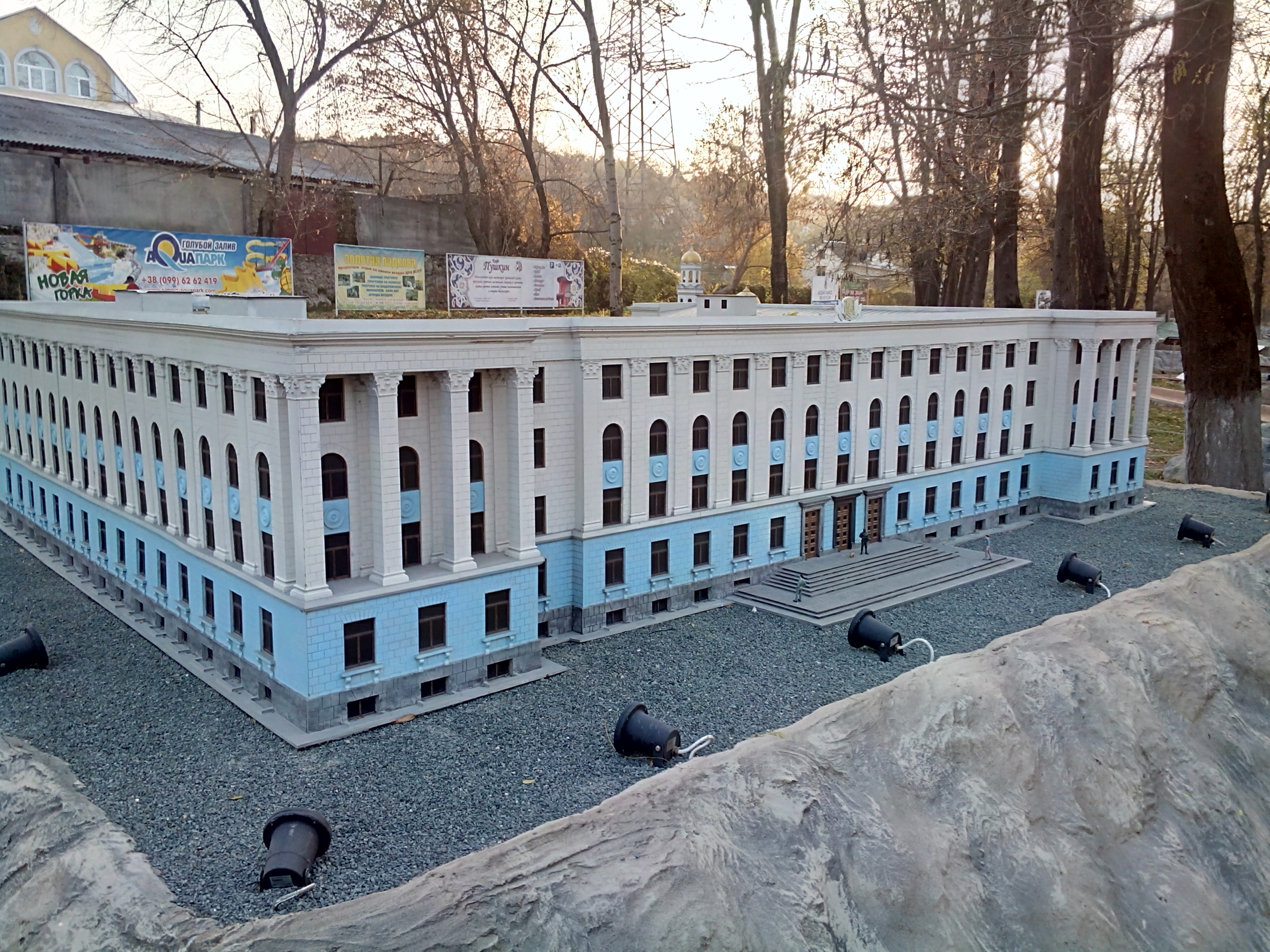
Макет здания в Бахчисарайском парке миниатюр, 2014 год

Летом 2014 года в здании был установлен подъёмник для людей с ограниченными физическими возможностями, позволяющий людям данной категории передвигаться по всем этажам Совмина. Изготовителем наклонного подъёмника являлось предприятие «Центр реабилитационной техники» из Брянска, которое бесплатно выполнило все необходимые работы.
1 октября 2015 году в окно третьего этажа, где располагалось Министерство здравоохранения Крыма, неизвестный выпустил две пули.
Новый ремонт здания начался в августе 2017 года и состоял из отделки всех четырёх этажей, реконструкции коридоров и лестничных клеток. Первоначально стоимость работ оценивалась в 4,8 миллиона рублей. В сентябре 2017 года правоохранители задержали чиновников Совмина по подозрению в хищении 8 миллионов рублей на ремонте здания. Спустя год были заключены дополнительные контракты на ремонт здания, в результате чего сумма ремонта выросла до 50 миллионов рублей. С августа по декабрь 2018 года выполнялись работы по установке подсветки здания в цвета флагов Крыма и России. Стоимость данных работ была оценена в 4,8 млн рублей.

## В культуре
Макет здания Совета министров Крыма находится в Бахчисарайском парке миниатюр и парке «Крым в миниатюре» в Алуште.